# お茶の間スペシャル
『お茶の間スペシャル』（おちゃのまスペシャル）は、1978年10月2日から1980年3月28日までフジテレビ系列局で放送されていたフジテレビ製作のバラエティ番組である。放送時間は毎週月曜 - 金曜 12:00 - 12:30 （日本標準時）。

## 概要
それまで日替わりで5つのレギュラー番組を放送していた『12時開演!』とは趣向を変え、1つの企画を5日間続けて放送する方式を採用。放送企画の大半が当時人気のあった日本の民謡関係の企画で、さまざまな趣向の民謡企画を実施していた。中でも参加者たちが民謡で歌合戦をする企画は、夏休みには子供たちを集めて行い、年末には『NHK紅白歌合戦』の方式で行うなど、季節に合わせた趣向が凝らされていた。
新聞のテレビ欄は文字数が限られていることから、テレビ欄では毎回番組タイトルを省略し、当日放送予定の企画タイトルのみを記していた。

## 放送された企画
- 爆笑！三波伸介大全集（第1週）
- 民謡と村田英雄（第2週）
- テレビで歌う20年
- 民謡リクエスト
- 民謡紅白歌合戦
- チビッコ民謡大会
- ドリフのお茶の間百科
- お花見バラエティー
- ほか

## 3年6組ママは授業中
末期に通して行われていた企画で、北島三郎が先生役を、有名芸能人の妻たちが生徒役を務めていた。企画タイトルの「3年6組」は、北島の名前の読みに由来する。
この企画は、次番組『日本全国ひる休み』でも引き続き木曜の企画として行われていた。

## スタッフ
- 企画：塚田茂
- 構成：スタッフ東京、玉井冽
- 音楽：広瀬健次郎
- チーフプロデューサー：藤森吉之
- プロデューサー：疋田拓
- ディレクター：疋田拓
- 企画・構成：フジ制作
- 制作著作：フジテレビ

参考：“脚本「お茶の間スペシャル」詳細情報 - 脚本データベース”.  日本脚本アーカイブズ推進コンソーシアム（出典：国立国会図書館）. 2017年2月1日閲覧。

## 放送局
系列は番組終了時（1980年3月時点）のもの。
| 放送対象地域   | 放送局         | 系列                                         | 備考             |
| -------------- | -------------- | -------------------------------------------- | ---------------- |
| 関東広域圏     | フジテレビ     | フジテレビ系列                               | 製作局           |
| 北海道         | 北海道文化放送 | フジテレビ系列                               |                  |
| 宮城県         | 仙台放送       | フジテレビ系列                               |                  |
| 秋田県         | 秋田テレビ     | フジテレビ系列                               |                  |
| 山形県         | 山形テレビ     | フジテレビ系列                               |                  |
| 長野県         | 長野放送       | フジテレビ系列                               |                  |
| 静岡県         | テレビ静岡     | フジテレビ系列                               |                  |
| 富山県         | 富山テレビ     | フジテレビ系列                               |                  |
| 石川県         | 石川テレビ     | フジテレビ系列                               |                  |
| 福井県         | 福井テレビ     | フジテレビ系列                               |                  |
| 中京広域圏     | 東海テレビ     | フジテレビ系列                               |                  |
| 近畿広域圏     | 関西テレビ     | フジテレビ系列                               |                  |
| 島根県・鳥取県 | 山陰中央テレビ | フジテレビ系列                               |                  |
| 広島県         | テレビ新広島   | フジテレビ系列                               |                  |
| 岡山県・香川県 | 岡山放送       | フジテレビ系列                               | 1979年4月2日から |
| 愛媛県         | テレビ愛媛     | フジテレビ系列                               |                  |
| 福岡県         | テレビ西日本   | フジテレビ系列                               |                  |
| 佐賀県         | サガテレビ     | フジテレビ系列                               |                  |
| 熊本県         | テレビ熊本     | フジテレビ系列 日本テレビ系列 テレビ朝日系列 |                  |
| 宮崎県         | テレビ宮崎     | フジテレビ系列 日本テレビ系列 テレビ朝日系列 |                  |
| 鹿児島県       | 鹿児島テレビ   | フジテレビ系列 日本テレビ系列 テレビ朝日系列 |                  |
| 沖縄県         | 沖縄テレビ     | フジテレビ系列                               |                  |

| フジテレビ系列 月曜 - 金曜12:00枠          | フジテレビ系列 月曜 - 金曜12:00枠                    | フジテレビ系列 月曜 - 金曜12:00枠                                 |
| 前番組                                     | 番組名                                               | 次番組                                                            |
| ------------------------------------------ | ---------------------------------------------------- | ----------------------------------------------------------------- |
| 12時開演! （1978年4月3日 - 1978年9月29日） | お茶の間スペシャル （1978年10月2日 - 1980年3月28日） | 日本全国ひる休み （1980年3月31日 - 1980年9月30日） ※12:00 - 13:00 |